# 藤原元利万侶
藤原 元利万侶（ふじわら の げんりまろ/もりまろ）は、平安時代前期の貴族。名は元利麻呂とも記される。藤原式家、中納言・藤原種継の孫。大隅守・藤原藤生の子。官位は従五位下・大宰少弐。

## 経歴
天安2年（858年）唐から商船で帰国した円珍を慰問するための右大臣・藤原良相の使者を務める。式部大丞を経て、貞観5年（863年）従五位下・右少弁に叙任される。
貞観9年（867年）大宰少弐に任ぜられ、大宰府に赴任する。貞観12年（870年）11月13日に元利万侶が新羅国王と通じて朝廷に対する謀反を計画しているとの、筑後権史生・佐伯真継による密告があり、同月17日元利万侶を含む5人が追捕された。

## 官歴
『日本三代実録』による。
- 時期不詳：正六位上。式部大丞
- 貞観5年（863年） 正月7日：従五位下。日付不詳：右少弁。2月10日：大宰少弐。2月16日：右少弁
- 貞観7年（865年） 10月21日：次侍従
- 貞観9年（867年） 正月12日：大宰少弐

## 系譜
『尊卑分脈』による。
- 父：藤原藤生
- 母：不詳
- 妻：不詳
  - 男子：藤原雅延